# Urszula Czartoryska
Urszula Czartoryska (ur. 27 lipca 1934 w Konarzewie, zm. 7 sierpnia 1998 w Warszawie) – polska historyk sztuki, zajmująca się głównie fotografią, krytyką fotografii i sztuką współczesną.

## Życiorys
Urodziła się 27 lipca 1934 w Konarzewie pod Poznaniem. W 1956 roku ukończyła historię sztuki na Katolickim Uniwersytecie Lubelskim. W trakcie studiów pracowała jako publicystka i recenzentka. Następnie, po ukończeniu nauki, pracowała w redakcji warszawskiego czasopisma „Fotografia”. Była organizatorką wystaw, także światowych m.in. „Fotografia Polska” w Nowym Jorku 1979 i „Presence polonaise” w Paryżu w 1981 roku.
Od 1977 roku aż do końca kariery pracowała jako Kierownik Działu Fotografii i Technik Wizualnych w Muzeum Sztuki w Łodzi. W latach 1985–1993 zajmowała się również edukacją artystyczną w Wyższym Studium Fotografii w Warszawie i PWSSP (ASP) w Poznaniu.
Była autorką kilku prekursorskich książek o fotografii, a ponadto redaktorką wielu publikacji i katalogów poświęconych sztuce współczesnej.
Nazywana była Wielką Damą Polskiej Fotografii, ponieważ jako jedna z pierwszych w kraju zajęła się analizą i krytyką fotografii współczesnej.
Należała do Międzynarodowego Stowarzyszenia Krytyków Sztuki AICA, a także była honorową członkinią Związku Polskich Artystów Fotografików.
Jej mężem był Ryszard Stanisławski, z którym miała córkę Olgę Stanisławską.

## Publikacje
- Fotografia – mowa ludzka
- Fotografia – mowa ludzka. Perspektywy historyczne
- Przygody plastyczne fotografii (1965)[1][2]
- Od pop artu do sztuki konceptualnej (1973)[1][2]